# Воллес Стівенс
Воллес Стівенс (англ. Wallace Stevens, 2 жовтня 1879, Редінг, Пенсільванія — 2 серпня 1955, Гартфорд, Коннектикут) — американський поет, німецько-голландського походження.

## Біографія
Народився 2 жовтня 1879 року в Редінгу, штат Пенсильванія. У 1903 році закінчив юридичну школу. Працював у різних адвокатських закладах. Деякий час жив у Нью-Йорку. У 1916 році переїхав до Гартфорду, де й прожив решту життя, працюючи у страховій компанії. Провадив статечний, упорядкований спосіб життя. Перша збірка віршів поета побачила світ, коли Воллесу Стівенсу було 44 роки. У 1955 році став лавреатом Пулітцерівської премії. Його ліриці притаманна тверда віра у гармонію світу, спокій і виваженість.

## Твори

### Вірші
- Harmonium / Фісгармонія (1923)
- Ideas of Order / Ідеї порядку (1936)
- The Man with the Blue Guitar / Чоловік з блакитною гітарою (1937)
- Parts of a World / Частини світу (1942)
- Transport to Summer / Наближення до літа (1947)
- Collected Poems / Вибрані вірші (1954)
- Opus Posthumous / Посмертне (1957)
- The Palm at the End of the Mind / Пальма на краю свідомості (1972)

### Есей
- The Necessary Angel / Необхідний ангел (1951)

## Українські переклади
Поезії Воллеса Стівенса українською мовою перекладали Оксана Луцишина, Володимир Чернишенко, Валерій Кикоть.
Кикоть В. М. Американська поезія у перекладах Валерія Кикотя. Київ : Видавничий дім «Кондор», 2020. 180 с. [Укр., англ. мови]. ISBN 978-617-7939-17-6.